# Eukoenenia austriaca
Eukoenenia austriaca is een spinnensoort in de taxonomische indeling van de Palpigradi.
Het dier komt uit het geslacht Eukoenenia. Eukoenenia austriaca werd in 1926 beschreven door Hansen.